# 上垣坡（甲）遗址
上垣坡(甲)遗址，位于中国青海省民和县总堡乡三家村，为青海省市县级文物保护单位，公布日期为1987年4月16日，类型为古遗址。
上垣坡(甲)遗址的历史年代为马家窑类型、唐汪式。